# Alfons Schöberl
Alfons Schöberl (* 12. Juli 1903 in Würzburg; † 11. August 1994 in Hannover) war ein deutscher Chemiker.

## Leben
Alfons Schöberl nahm nach dem Abitur ein Studium der Chemie an der Universität Würzburg auf, das er 1929 mit der Promotion abschloss. Nachdem Alfons Schöberl – er war Schüler von Otto Dimroth – sich dort 1933 habilitiert hatte, erfolgte 1935 seine Bestellung zum Privatdozenten, 1943 zum außerplanmäßigen Professor.
1950 folgte Alfons Schöberl einem Ruf auf den Lehrstuhl für Chemie an die Tierärztliche Hochschule Hannover, den er bis zu seinem Eintritt in den Ruhestand 1971 innehatte. Zusätzlich bekleidete er dort vom 1. April 1961 bis zum 31. März 1963 das Rektorat. Darüber hinaus füllte Schöberl eine Honorarprofessur an der Technischen Universität Hannover aus.
Schöberls Arbeiten, insbesondere auf dem Gebiet der organischen Schwefelverbindungen, fanden vielfach Aufnahme in die Standardliteratur der Veterinärmedizin, so bei der Entwicklung des Wirkstoffes Xylazin. Alfons Schöberl verfasste neben Beiträgen für Sammelwerke rund 200 Aufsätze für Fachzeitschriften.
Zur Zeit des Nationalsozialismus trat er 1933 der NSDAP bei. Beim NS-Bund Deutscher Technik war er Gausachwalter Chemie. Schöberl wurde 1941 mit der Goldenen Ehrennadel des Verbandes deutscher Färber ausgezeichnet.

## Publikationen
- Versuche zur Spaltung asymmetrischer Kohlenwasserstoffe mit Hilfe von Molekülverbindungen, Dissertation, Würzburg 1929
- Modellversuche zum oxydativen Abbau biologisch wichtiger organischer Schwefelverbindungen, Habilitationsschrift, Verlag Chemie, Berlin 1933
- Rede des Rektors anläßlich der feierlichen Promotion an der Tierärztlichen Hochschule Hannover am 30. Juni 1961, Tierärztliche Hochschule, Hannover 1961
- Stationen auf dem Wege eines Hochschullehrers: 1933 - 1971, Selbstverlag, 1972